# سيفونيسيد
سيفونيسيد Cefonicid (أو cefonicid) نجد ان الزمرة الدوائية لهذا الدواء مضاد حيوي من الجيل الثاني للسيفالوسبورينات.
جزئيّ التخليق، وهو تركيبيًّا من البيتالاكتامات، وهو مقاوم للانزيم بيتا لاكتاماز. من المضادات القاتلة للبكتيريا حيث يعمل على تثبيط بناء الجدار الخلوي البكتيري، ويؤدي في النهاية إلى موت الخلية البكتيريّة.

## الاسم العلمي وفقاً لـ IUPAC
(6R,7R)-7-[(2R)-2-hydroxy-2-phenylacetyl)amino]-8-oxo-
3-{[1-(sulfomethyl)tetrazol-5-yl]sulfanylmethyl}-
5- thia-1-azabicyclo[4.2.0]oct-2-ene-2-carboxylic acid

### التخزين
حتى 25 درجة مئوية. بعد تحضير الدواء يجب استخدامه فورًا (خلال 5 دقائق).

## الاستخدام الطبي
يُستخدم لعلاج بعض الالتهابات التي تسببها البكتيريا المتأثرة بهذا الدواء مثل التهاب العظام والمفاصل, التهاب الجلد, الوقاية من العدوى ما بعد الجراحة, عدوى الجهاز التنفسي السفلي، والتهابات المسالك البولية.
التهاب الجلد

## التخليق
عن طريق الحقن شبه الاصطناعية للمضادات الحيوية السيفالوسبورينات المتعلقة بالسيفامندول، QV

تخليق السيفونيسيد:

## الجرعة
- يتواجد الدواء بصيغة الصوديوم حيث ان 1.081 غرام من سيفونيسيد الصوديوم مكافئة بيولوجيًّا ل- 1 غرام سيفونيسيد.
- الجرعة المعتادة هي 1 غرام مرة واحدة يوميا.
- في علاج التهابات المسالك البولية (غير مصحوبة بمضاعفات): 500 ملغ مرة واحدة يوميا.
- في علاج الالتهابات الشديدة قد تصل الجرعة إلى 2 غرام مرة واحدة يوميا.
- جرعات للحقن بالعضل بمقدار اعلى من 1 غرام يجب ان تقسم للحقن في موضعين.
- للوقاية من العدوى ما بعد الجراحة: عادةً جرعة بمقدار 1 غرام قبل ساعة من بدء الجراحة تكون كافية، لكن في حالات معينة، مثل جراحة القلب المفتوح أو رأب المفاصل الصناعية ((prosthetic arthroplasty, قد تكون حاجة لجرعة 1 غرام مرة واحدة يوميا لمدة يومين بعد العملية.[6]

## التأثيرات الجانبية
- تحدث بنسبة 1-10%:
- موضعية: ألم عند موضع الحقن.
- دموية: كثرة الحمضات والصفيحات.
- كبدية: اضطراب وظائف الكبد. ارتفاع عابر في تراكيز الخمائر الكبدية.

- تحدث بنسبة تقل عن 1%:
- عصبية مركزية: صداع، حمى.
- جلدية: طفح.
- هضمية: غثيان، إسهال، ألم بطني، التهاب كولون غشائي كاذب.
- كلوية: ارتفاع عابر في تركيز نتروجين البولة الدموية/الكرياتينين.[7]